# Synopsyllus girardi
Synopsyllus girardi är en loppart som beskrevs av Klein 1966. Synopsyllus girardi ingår i släktet Synopsyllus och familjen husloppor. Inga underarter finns listade i Catalogue of Life.